# Marilyn vos Savant
Marilyn vos Savant (ur. 11 sierpnia 1946 w St. Louis) – amerykańska felietonistka i pisarka pochodzenia austriackiego. 
W okresie od 1986 do 1989 znajdowała się w Księdze rekordów Guinnessa jako osoba z najwyższym ilorazem inteligencji (tę kategorię zniesiono w 1990 ze względu na niedostateczną miarodajność testów IQ oraz tym samym niemożność wskazania pojedynczej osoby o najwyższym IQ). Wykonany przez nią test w wieku 10 lat wykazał IQ równy 228.
W 1990 roku na łamach czasopisma Parade podała poprawne rozwiązanie paradoksu Monty'ego Halla. Wywołało to wiele kontrowersji – oszacowano, że do redakcji wpłynęło ponad 10 tys. listów od osób, które uważały jej rozwiązanie za błędne. Marilyn zachęciła amerykańskie szkoły by przeprowadziły symulacje paradoksu, ich wynik niemal w 100% potwierdził jej rozwiązanie.
W 1987 roku wyszła za mąż za Roberta Jarvika.